# Robbie Cadee
Robbie Cadee, né le 27 août 1950, est un ancien joueur et entraîneur australien de basket-ball.